# Vahana
Vahana är gudarnas och gudinnornas personliga riddjur inom hinduismen. Ofta symboliserar vahnorna speciella egenskaper hos gudomen de bär, exempelvis tjuren Nandi som bär Shiva.